# Anna de Saxe
 (janvier 2020).
La princesse Maria Anna Josepha de Saxe, duchesse de Saxe (en allemand Maria Anna Josepha, Prinzessin von Sachsen, Herzogin zu Sachsen),, née le 13 décembre 1929 et morte le 13 mars 2012, est une princesse de Saxe et membre de la maison de Wettin de naissance et princesse de Gessaphe et membre de la maison Afif-Gessaphe par mariage.
Anna est le troisième enfant et la deuxième fille aînée, de Frédéric-Christian de Saxe et de la princesse Élisabeth-Hélène de Thurn et Taxis, et la sœur cadette d'Emmanuel de Saxe et d'Albert-Joseph de Saxe, anciens chefs de la Maison royale de Saxe et principaux prétendants au trône du Royaume de Saxe.

## Mariage et descendance
Anna épouse Roberto de Afif (1916–1978), dit prince de Gessaphe, fils d'Alexandre de Afif et de Maria Atthye, le 1er mai 1953 à Paris. Anna et Roberto ont trois fils :
- Alexandre de Saxe-Gessaphe (né le 12 février 1954 à Munich)
- Friedrich Wilhelm de Afif, prince de Saxe-Gessaphe (né le 5 octobre 1955 à Mexico)
- Karl August de Afif, prince de Saxe-Gessaphe (né le 1er janvier 1958 à Mexico)

En mai 1997, le frère aîné d'Anna, Emmanuel, qui a respecté les normes matrimoniales de la dynastie malgré sa déposition et son exil, reconnaît son fils aîné, Alexander de Afif, comme son héritier. En l'adoptant formellement deux ans plus tard, Emmanuel confère à Alexandre le nom de famille légal de "Prinz von Sachsen" (prince de Saxe). Ainsi a été créée la famille de Saxe-Gessaphe, une nouvelle branche de la maison de Wettin : avec l'approbation de Emmanuel, Alexandre, ses fils et frères sont également connus sous le nom de princes de Saxe-Gessaphe.
Au printemps 1997, il a été annoncé que les autres branches de la Maison royale de Saxe s'étaient réunies et avaient consenti à la désignation d'Alexandre comme héritier dynastique au cas où aucun d'entre eux ne laisseraient de fils nés de mariages dynastiquement valides.

## Titres et honneurs

### Titulature
- 13 décembre 1929 - 1er mai 1953 : Son Altesse royale la princesse Anna de Saxe, duchesse de Saxe
- 1er mai 1953 - 13 mars 2012 : Son Altesse royale la princesse Anna de Gessaphe, princesse et duchesse de Saxe